# Дед-Лейк (тауншип, Миннесота)
Дед-Лейк (англ. Dead Lake) — тауншип в округе Оттер-Тейл, Миннесота, США. На 2000 год его население составило 452 человека.

## География
По данным Бюро переписи населения США площадь тауншипа составляет 90,9 км², из которых 63,9 км² занимает суша, а 27,0 км² — вода (29,71 %).

## Демография
По данным переписи населения 2000 года здесь находились 452 человека, 205 домохозяйств и 145 семей.  Плотность населения —  7,1 чел./км².  На территории тауншипа расположено 524 постройки со средней плотностью 8,2 построек на один квадратный километр. Расовый состав населения: 98,89 % белых, 0,88 % коренных американцев, 0,22 % — других рас США. Испанцы или латиноамериканцы любой расы составляли 0,44 % от популяции тауншипа.
Из 205 домохозяйств в 21,0 % воспитывались дети до 18 лет, в 63,4 % проживали супружеские пары, в 3,4 % проживали незамужние женщины и в 28,8 % домохозяйств проживали несемейные люди. 25,9 % домохозяйств состояли из одного человека, при том 12,2 % из — одиноких пожилых людей старше 65 лет. Средний размер домохозяйства — 2,20, а семьи — 2,59 человека.
16,4 % населения — младше 18 лет, 5,1 % — в возрасте от 18 до 24 лет, 23,5 % — от 25 до 44, 32,3 % — от 45 до 64, и 22,8 % — старше 65 лет. Средний возраст — 49 лет. На каждые 100 женщин приходилось 107,3 мужчин.  На каждые 100 женщин старше 18 приходилось 110,0 мужчин.
Средний годовой доход домохозяйства составлял 31 786 долларов, а средний годовой доход семьи —  36 458 долларов. Средний доход мужчин —  26 250  долларов, в то время как у женщин — 21 875. Доход на душу населения составил 15 840 долларов. За чертой бедности находились 7,1 % семей и 11,2 % всего населения тауншипа, из которых 8,4 % младше 18 и 6,5 % старше 65 лет.